# José María Morelos y Pavón, San Andrés Tuxtla
José María Morelos y Pavón är en ort i Mexiko.   Den ligger i kommunen San Andrés Tuxtla och delstaten Veracruz, i den sydöstra delen av landet, 400 km öster om huvudstaden Mexico City. José María Morelos y Pavón ligger 263 meter över havet och antalet invånare är 917.
Terrängen runt José María Morelos y Pavón är kuperad åt nordost, men åt sydväst är den platt. Runt José María Morelos y Pavón är det ganska tätbefolkat, med 83 invånare per kvadratkilometer. Närmaste större samhälle är San Andres Tuxtla, 4,2 km norr om José María Morelos y Pavón. Omgivningarna runt José María Morelos y Pavón är en mosaik av jordbruksmark och naturlig växtlighet.